# Incident kraj Fobosa
Incident kraj Fobosa (engleski Phobos Incident), pojam je za neobjašnjiv događaj koji se dogodio 1989. kraj Marsova mjeseca Fobosa koji je fotografijom zabilježila sovjetska svemirska sonda Fobos 2. Na toj fotografiji ispod Fobosa vidi se objekt u obliku cigare, moguće NLO ili meteoroid. To je bilo zadnje što je poslala ta letjelica na Zemlju; kad je posljednji kadar vraćen na Zemlju, sonda je misteriozno nestala te je izgubljen kontakt s njom. Jedan kontrolor iz kontrolnog centra u Kalinjingradu zaključio je da se sonda vrtila izvan kontrole. Čini se da je nešto udarilo ili pucalo po sondi Fobos 2. Moguće je da je nakon nekog vremena sonda ušla u Marsovu atmosferu i izgorjela. Prema procjenama, do 8. ili 10. travnja 1989. nekontrolirana rotacija Fobosa 2 spustila bi temperaturu na brodu do oko 0 stupnjeva Celzijevih. Do 13. ili 14. travnja svemirska letjelica bi se u stvari smrznula, što bi onemogućilo rad bilo kojeg sustava. Suočavajući se s takvom dijagnozom, kontrola misije proglasila je misiju Fobos 2 završenom 14. travnja 1989. godine. Prije toga sonda je fotografirala sjenu na Marsovoj povšini, što po nekima nije mogao biti Fobos jer je sjena bila preduga. Sjena možda pripada neidentificranom objektu s posljednje slike Fobosa 2. Posljednja fotografija Fobosa 2 nije bila prikazana javnosti do 1991. Do tada je ta fotografija je bila klasificirana kao tajni dokument. 

## Tijek misije Fobosa 2 i incident
U srpnju 1988. Rusi su pokrenuli dvije bespilotne satelitske sonde - Fobos 1 i Fobos 2 - u smjeru prema Marsu, i s primarnom namjerom da istraže Marsov tajanstveni satelit, Fobos. Fobos 1 je nažalost izgubljen na putu dva mjeseca kasnije, navodno zbog pogreške u radijskoj naredbi. Fobos 2 također je na kraju izgubljen u čudnim okolnostima, ali ne prije nego što je prenio određene slike i informacije sa samog planeta Mars.
Fobos 2 je sigurno stigao na Mars u siječnju 1989. i ušao u orbitu oko Marsa kao prvi korak na svom odredištu prema svom krajnjem cilju: prebaciti se u orbitu koja će ga natjerati da leti gotovo u tandemu s marsovskim mjesecom zvanim Fobos (otuda naziv svemirske letjelice) i istraži mjesec s visoko sofisticiranom opremom koja je sadržavala dva paketa instrumenata koji će se postaviti na površinu mjeseca.
Sve je dobro prošlo sve dok se Fobos 2 nije poravnao s Fobosom, marsovim mjesecom. 21. veljače 1989. Fobos 2 obavio je TV snimanje Fobosa s udaljenosti od 820-1,100 kilometara. Više slika snimljeno je 28. veljače s udaljenosti od 310-440 kilometara, a 25. ožujka s udaljenosti od samo 180-270 kilometara. 27. ožujka 1989. godine svemirska letjelica trebala je napraviti još jednu seriju TV slika Fobosa, za koju je bila potrebna da se suoči s marsovskim mjesecom, istovremeno usmjeravajući glavne komunikacijske antene daleko od Zemlje. Na kraju slanja snimke svemirska letjelica nije ponovno uspostavila kontakt sa Zemljom. Otprilike četiri sata kasnije stigli su neki slabiji nerazlučivi signali, koji su možda ukazivali na to da je svemirski brod vrtio izvan kontrole. Naknadna procjena pokazala je da će situacija vjerojatno ostaviti Fobos 2 bez struje, no ono što je prije svega pokušalo izvrtiti sondu ostaje misterija.
Zatim je 28. ožujka sovjetski centar za kontrolu misije priznao iznenadne komunikacijske "probleme" sa svemirskim brodom; i Tass, službena sovjetska novinska agencija, izvijestila je da  "Fobos 2 nije uspio komunicirati sa Zemljom kako je bilo predviđeno nakon što je jučer dovršio operaciju oko Marsovskog mjeseca Fobos. Znanstvenici pri kontroli misije nisu uspjeli uspostaviti stabilan radio kontakt."
Prema Borisu Bolitskom, znanstvenom dopisniku Radio Moskve, neposredno prije nego što je prekinuta radio veza s Fobosom 2, na Zemlju je vraćeno nekoliko neobičnih slika, koje su Rusi opisali kao "dosta izvanredne značajke". Čini se da jedna slika uključuje predmet neobičnog oblika između svemirske letjelice i Marsa. Ovu "vrlo tajnu" fotografiju zapadnom je tisku kasnije dala pukovnica dr. Marina Popovich, ruska astronautkinja i pilotkinja koji je dugo bila zainteresirana za NLO-e. Na konferenciji NLO-a 1991. godine Popovič je nekim istražiteljima dala neke zanimljive podatke koje je "prokrijumčarila" iz bivšeg Sovjetskog Saveza. Dio informacija bio je i takozvani "prvim ikad procurjelim slikama vanzemaljskog matičnog broda u Sunčevom sustavu". Posljednji prijenos s Fobosa 2 bila je slika (moguće) gigantskog cilindričnog svemirskog broda - ogromnog, otprilike, 20 km dugog, matičnog broda u obliku cigare promjera 1,5 km, koja je fotografirana 25. ožujka 1989. obješena ili parkirana pored Marsovog mjeseca Fobos pored sovjetske bespilotne sonde Fobos 2. Nakon što je posljednji kadar vraćen radio na Zemlju, sonda je misteriozno nestala; prema Rusima je uništena - vjerojatno pogođena snopom energije.

## Problemi incidenta
Razni ljudi tvrde da se na slici nalazi svemirski brod dug najmanje 15 milja ili da je eksplozija oružja s plazma snopom uništila svemirski brod Fobos 2. To su, naravno, izvanredne tvrdnje, koje su zapravo pogrešne.
"Zadnja slika" koja je snimljena 25. ožujka, snimljena je dva dana prije gubitka veze s letjelicom. Letjelica je snimila 52 slike na kojoj se nalazio neidentificrani objekt, koji varira u veličini. Najranija slika na kojoj se nalazi taj objekt snimljena je 21. veljače 1989. godine, nešto više od mjesec dana prije nego što je letjelica izgubljena. Velika je mogućnost da objekt uopće ne postoji, nego da je to artefakt na slici.
Navjerojatniji uzrok gubitka letjelice je kvar na ugrađenom računalu letjelice.